# Alvanovo, Tărgoviște
Alvanovo (în bulgară Алваново) este un sat în comuna Tărgoviște, regiunea Tărgoviște,  Bulgaria. 

## Demografie
Componența etnică a satului Alvanovo
     Bulgari (96,95%)
     Nicio identificare (3,04%)
     Altele (0%)
La recensământul din 2011, populația satului Alvanovo era de 164 locuitori. Din punct de vedere etnic, majoritatea locuitorilor (96,95%) erau bulgari. Pentru 3,04% din locuitori nu este cunoscută apartenența etnică.